# Zaloška Gorica
Zaloška Gorica je naselje v Občini Žalec.